# Барбара (Италия)
Ба̀рбара (на италиански: Barbara) е село и община в Централна Италия, провинция Анкона, регион Марке. Разположено е на 219 m надморска височина. Населението на общината е 1482 души (към 2010 г.).